# Telephanus tabaciphilus
Telephanus tabaciphilus es una especie de coleóptero de la familia Silvanidae.

## Distribución geográfica
Habita en Haití y República Dominicana.